# Rainie Yang

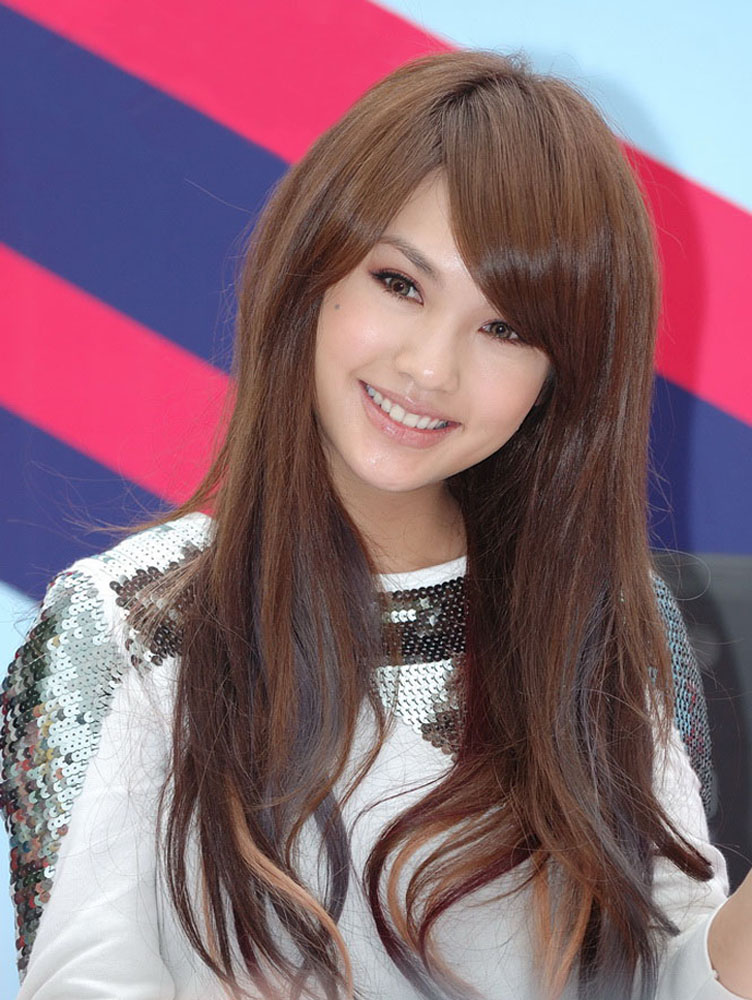
Rainie Yang

Rainie Yang (traditionell kinesiska: 楊丞琳; förenklad kinesiska: 杨丞琳; pinyin: Yáng Chénglín), född 4 juni 1984 i Taipei, Taiwan, är en taiwanesisk sångerska, skådespelerska och programledare.

## Karriär
Rainie Yang började sin karriär i tjejbandet 4 in Love, och det var först där hon fick sitt artistnamn Rainie. Gruppens popularitet var medioker, de lyckades inget vidare i den hårda musikkonkurrensen och till slut fick bandet upplösas. Därefter fortsatte Yangs karriär i underhållningsindustrin och hon blev programledare för showen Guess Guess Guess. År 2001 hade TV-serien Meteor Garden premiär, och Yang spelade där en av huvudpersonernas gamla skolkamrat. Serien blev en hit, och Yang fortsatte på birollsvägen i några år. Till slut blev hon huvudrollsinnehavare i TV-serien Devil Beside You tillsammans med Mike He och Kingone Wang. Devil Beside You visade sig bli väldigt populär hos publiken och det var nu Yangs karriär satte fart på allvar. Samma år som Devil Beside You hade premiär 2005 släppte hon sitt debutalbum My Intuition (kinesiska: 曖昧; pinyin: Ai Mei). Albumet innehöll hitlåtar som Ai Mei och Li Xiang Qing Ren, vilka också var soundtrack till tidigare nämnda TV-serie. My Intuition skrev in sig i de kinesiska historieböckerna då det var det första debutalbumet som sålde platina med 1,5 miljoner sålda skivor i sydöstra Asien.
Under 2006 släpptes hennes andra album Meeting Love (kinesiska: 遇上愛; pinyin: Yu Shang Ai) vilket också gjorde succé. Den 7 september 2007 kom de tredje plattan, My Other Self (kinesiska: 任意門; pinyin: Ren Yi Men), och samma år hade Why Why Love premiär. Detta var Rainies andra serie där hon hade en av huvudrollerna. Denna serien var först tänkt att bli en uppföljare till Devil Beside You, och medspelarna Mike He och Kingone Wang var än en gång med i produktionen. Huvudstoryn matchade dock inte tidigare serie och blev inte en uppföljare som det var tänkt. Det tredje albumet innehöll låtar som Que Yang och Wan Mei Bi Li vilka var soundtracks i Why Why Love.
I hopp om att få en lite mer seriös uppfattning som professionell skådespelerska medverkade hon i filmen Spider Lilies, där hon tillsammans med motspelerskan Isabella Leong agerar homosexuell. Efter filmen återvände hon dock till den tidigare "söta" imagen som hon hade i både Devil Beside You och Why Why Love.
Den 8 januari 2007 medverkade hon i sitt sista avsnitt av Guess Guess Guess, och hon fokuserade först och främst på musikkarriären. Hennes nästa drama blev Miss No Good, som hade premiär i Taiwan sommaren 2008. Här spelar hon huvudrollen med motspelarna Wilber Pan och Dean Fujioka. Under inspelningen föll hon från en trappa som gick mellan första och tredje våningen. Hon slog sig så illa att hon skickade till Mackay Memorial Hospital. Efter röntgenundersökningen diagnostiserades en skada på ryggmärgen. När hon till slut fick lämna sjukhuset tog producenten Angie Chan henne till en massageterapeut. I samband med releasen av Miss No Good släpptes också den fjärde plattan Not Yet A Woman (kinesiska: 半熟宣言; pinyin: Ban Shu Xuan Yan) vilken innehåller låtarna Too Much Trouble och Take Me Away, vilka också kan höras i TV-serien.

## Missförstånd
Under 2003 trodde Yang att det andra Sino-Japankriget hade varat i elva år, då det i själva verket varade åtta år. När hon fick reda på den faktiska längden av kriget svarade hon "Bara åtta år?". När hon fick reda på att den japanska armén mördade 40 000 personer i Nanjing, Kina, svarade hon med att säga "Bara 40 000?". Hennes svar skapade stor ilska i Kina, vilket ledde till en bojkottning av TV-serien Devil Beside You där hon medverkade.
Under 2007 medverkade Yang i en reklam för McDonald's, men hennes medverkan drog åt sig protester från Kina vilket tvingade McDonald's att klippa bort de scener ur reklamen där hon var med. Senare under året sade hon att hon föraktade fastlandet Kinas befolkning då de hade låg moral. Bara några dagar efter detta uttalande skrev Yang ett offentligt brev till sina fans där hon bad om ursäkt för sina uttalanden. I brevet skrev hon:
"I mis-spoke four years ago, it was understandable because I was only 18 years old, plus I didn't have a lot of education. I did not have a good understanding of history, so this caused me to mis-speak. I hope people can forgive me, the war was not as long and as horrible as I thought, this is why I answered only 40,000 people and was surprised it was only eight years. I will continue to study history, and improve my skills in hosting. Thank you."

## Diskografi

### My Intuition
Detta är Yangs första album. Releasedatumet var 9 september 2005. Det kinesiska namnet är 曖昧 (Ai Mei), men istället för översättningen My Intuition finns det vissa kretsar som kallar albumet för Ambiguous. Detta är en mycket flyktig översättning av det kinesiska ursprunget. Den egentliga innebörden av Ai Mei är två förälskade personer som inte erkänner sina känslor för varandra. Förutom de två låtarna till TV-serien Devil Beside You innehåller skivan också den kinesiska themesången för Astro Boy, kallad True Blue. Skivan innehåller följande låtar:
1. Obedient Or Not "乖不乖" (Guai Bu Guai)
2. My Intuition "曖昧" (Ai Mei)
3. Ideal Lover "理想情人" (Li Xiang Qing Ren)
4. Just Wanna Love You "只想愛你" (Zhi Xiang Ai Ni)
5. Single Eyelid "單眼皮" (Dan Yan Pi)
6. Habit "習慣" (Xi Guan)
7. Not Seeing You "不見" (Bu Jian)
8. Color Of Love "愛情的顏色" (Ai Qing De Yan Se)
9. True Blue
10. Next Time Smiling "下一次微笑" (Xia Yi Ci Wei Xiao

### Meeting Love
Andra plattan släpptes den 19 mars 2006. Det kinesiska namnet är 遇上愛 (Yu Shang Ai). Skivan innehåller följande låtar:
1. Sweet Curse (feat. Evan Yo) "甜心咒" (Tian Xin Zhou)
2. Loveable "可愛" (Ke Ai)
3. Meeting Love "遇上愛" (Yu Shang Ai)
4. On the Left "左邊" (Zuo Bian)
5. Can't find it "找不到" (Zhao Bu Dao)
6. Celebration "慶祝" (Qing Zhu)
7. Mustard Chocolate "芥末巧克力" (Jie Mo Qiao Ke Li)
8. Sleeping Beauty's Insomnia"失眠的睡美人" (Shi Mian De Shui Mei Ren)
9. Automatically "自然而然" (Zi Ran Er Ran)
10. Over-Sensitive "過敏" (Guo Min)

### My Other Self
Tredje albumet släpptes den 7 september 2007. Denna skivan innehåller låtar från TV-serien Why Why Love. Det kinesiska namnet är 任意門 (Ren Yi Men). Skivan innehåller följande låtar:
1. Wolf Coming "狼來了" (Lang Lai Le)
2. Free Gate "任意門" (Ren Yi Men)
3. Breathless "缺氧" (Que Yang)
4. Stubborn "倔強" (Jue Jiang)
5. Hat Trick "帽子戲法" (Mao Zi Xi Fa)
6. You Are A Bad Guy "你是壞人" (Ni Shi Huai Ren)
7. The Second Me "第二個自己" (Di Er Ge Zi Ji)
8. Fruit of Happiness "幸福果子" (Xing Fu Guo Zi)
9. Perfect Proportion "完美比例" (Wan Mei Bi Li)
10. Learned "學會" (Xue Hui)

### Not Yet A Woman
Fjärde albumet släpptes den 7 november 2008. Har redan gjort stor succé i Taiwan och Kina. Skivan innehåller följande låtar:
1. Too Much Trouble "太烦恼" (Tai Fan Nao)
2. Take Me Away "带我走" (Dai Wo Zou)
3. My Love Drips And Drops "我的爱吊点滴" (Wo De Ai Diao Dian Di)
4. Cold War "冷战" (Leng Zan)
5. Mars "火星" (Huo Xing)
6. Half Mature Declaration "半熟宣言" (Ban Shu Xuan Yan)
7. Love Me Please Shutup "爱我请 Shutup" (Ai Wo Qing Shut Up)
8. In The Arms Of Your Smile "在你怀里的微笑" (Zai Ni Huai Li De Wei Xiao)
9. Girls, I'm The Biggest "女生我最大" (Nv Sheng Wo Zui Da)
10. Beat Of Happiness "幸福的节拍" (Xing Fu De Jie Pai)

### Rainie & Love...?
Femte albumet släpptes den 1 januari 2010. Skivan innehåller följande låtar:
1. Rain Love "雨愛" (Yu Ai)
2. In Your Eyes - feat Show Luo
3. Youth Bucket "青春鬥" (Qing Chun Dou)
4. Naughty Cupid "調皮的愛神" (Diao Pi De Ai Shen)
5. Foldable Love "摺疊式愛情" (Zhe Die Shi Ai Qing)
6. Anonymous Friend "匿名的好友" (Ni Ming De Hao You)
7. It's Killing Me "要我的命" (Yao Wo De Ming)
8. Absolute Darling "絕對達令" (Jue Dui Da Ling)
9. New Flu "新流感" (Xing Liu Gan)
10. Love for the Second Time "二度戀愛" (Er Du Lian Ai)

### Longing For
Sjätte albumet släpptes den 29 juli 2011. Skivan innehåller följande låtar:
1. Longing for... "仰望" (Yang Wang)
2. We Are All Silly "我們都傻" (Wo Men Dou Sha)
3. Imperfect Love "缺陷美" (Que Xian Mei)
4. Lovelution
5. Fast Forward "快轉" (Kuai Zhuan)
6. A Beautiful Scar "結痂" (Jie jia)
7. Making a Difference "轉彎" (Zhuan Wan)
8. Happiness "幸福預兆" (Xing Fu Yu Zhao)
9. The Summer in Spain "曬焦的一雙耳朵" (Shai Jiao De Yi Shuang Er Duo)
10. Happy Ending "一個人的 Happy Ending" (Yi Ge Ren De Happy Ending)

### Wishing for Happiness
Sjunde albumet släpptes den 17 augusti 2012. Skivan innehåller följande låtar:
1. Forgotten "忘了" (Wang Le)
2. Wishing for Happiness "想幸福的人" (Xiang Xing Fu De Ren)
3. Escape "離開動物園" (Li Kai Dong Wu Yuan)
4. Hello! Future "未來哈囉" (Wei Lai Ha Luo)
5. Don't Lie to Yourself "不要對自己說謊" (Bu Yao Dui Zi Ji Shuo Huang)
6. Journey of Love "愛。啟程" (Ai. Qi Cheng)
7. My Fault "自作自受" (Zi Zuo Zi Shou)
8. Possibilities "一萬零一種可能" (Yi Wan Ling Yi Zhong Ke Neng)
9. Missing You "不敢說的懷念" (Bu Gan Shuo De Huai Nian)
10. My Dear "少年維特的煩惱" (Shou Nian Wei Te De Fan Nao)
11. When the King Meets the Queen "王見王" (feat. Show Lo) (Wang Jian Wang) - Bonus track

### Angel Wings
Åttonde albumet släpptes den 23 augusti 2013. Skivan innehåller följande låtar:
1. Angel Wings "天使之翼" (Tiān Shǐ Zhī Yì)
2. Kidnapped By Myself "被自己綁架" (Bèi Zì Jǐ Bǎng Jià)
3. Loneliness Along With Safeness "孤獨是一種安全感" (Gū Dú Shì Yī Zhǒng ān Quán Gǎn)
4. Brave Love "勇敢很好" (yǒng gǎn hěn hǎo)
5. Inverted "顛倒" (diān dǎo)
6. Unblessed Happiness "不被祝福的幸福" (bù bèi zhù fú de xìng fú)
7. Cleverness "小聰明" (xiǎo cōng míng)
8. Fish Gills "魚鰓" (yú sāi)
9. A Short Break "一小節休息" (yī xiǎo jié xiū xi)
10. Busy Life "匆忙人生" (cōng máng rén shēng)

### A Tale of Two Rainie
Nionde albumet släpptes den 12 december 2014. Skivan innehåller följande låtar:
1. Ripples "點水" (diǎn shuǐ)
2. Love Is On The Way "我想愛" (wǒ xiǎng ài)
3. Goldfish With Amnesia "失憶的金魚" (shī yì de jīn yú)
4. Lost Youth "掛失的青春" (guà shī de qīng chūn)
5. Is It You At The Next Corner "下個轉彎是你嗎" (xià gè zhuǎn wān shì nǐ ma)
6. Missing Embrace "差一個擁抱" (chā yī gè yōng bào)
7. We Deserve Happiness "其實我們值得幸褔" (qí shí wǒ men zhí de xìng fú)
8. Happy Ending "喜劇收場" (xǐ jù shōu chǎng)
9. Afraid "怕" (pà)
10. Understand Yourself "懂得自己" (dǒng de zì jǐ)"

### Traces of Time in Love
Tionde albumet släpptes den 30 september 2016. Skivan innehåller följande låtar:
1. Traces of Time in Love "年輪說" (nián lún shuō)
2. Being Single "單" (dān)
3. Don't Care Anymore "與我無關" (yǔ wǒ wú guān)
4. Us "我們" (wǒ men)
5. The Lesson of Love "相愛的方法" (xiāng ài de fāng fǎ)
6. Modern Image "現代之形象" (xiàn dài zhī xíng xiàng)
7. The Audience "觀眾" (guān zhòng)
8. Oh, Love "愛唷" (ài yō)
9. A Boring Night Light "點一盞無聊的小夜燈" (diǎn yì zhǎn wú liáo de xiǎo yè dēng)
10. Oh, Lover "想睡的戀人噢" (xiǎng shuì de liàn rén ō)

## TV-serier

### 2001
År 2001 medverkade Yang i två TV-serier; Meteor Garden och extrautgåvan Meteor Rain. Hon spelade rollen som huvudpersonen Shan Cais gamla vän Xiao You i båda dessa. Dessa två serier hör ihop då man först spelade in Meteor Garden som handlar om Shan Cai (Barbie Xu) och Daoming Si (Jerry Yan). Förutom dessa två kända medspelare medverkade också Vic Zhou, Ken Chu och Vanness Wu.  Då Meteor Garden blev en hit bland både unga som gamla bestämdes det att de fyra killarna skulle få varsitt eget avsnitt. Dessa fyra avsnitt kallades i samlingsnamn för Meteor Rain. Rainie medverkar i Ken Chus avsnitt.

### 2002–2004
Under dessa tre åren medverkade Yang i 11 serier totalt. År 2002 var det tre olika serier. I Tomorrow spelade hon rollen som Yuan Chen Mei, i Lavender 2 spelade hon rollen som Xiao Xiao och i Sunshine Jelly spelade hon rollen som Mei. 2003 kom det ytterligare fyra serier där Rainie hade små roller; The Pink Godfather, Sweet Candy, White Lilies och The Original Scent Of Summer. Under 2004 medverkade hon i ytterligare fyra serier; Love Bird, Legend of Speed, City Of The Sky och Liao Zhai Zhi Yi.

### 2005
Det var först nu som Yang först fick äran att spela huvudrollen i en serie kallad Devil Beside You. Hon spelar rollen som Qi Yue, en söt och oskyldig tjej som är kär i basketkaptenen Yuan Yi (Kingone Wang). När hon ska ge honom ett kärleksbrev råkar hon istället ge brevet till skolans "bad guy" Ahmon (Mike He). Med brevet i sin ägo kan Ahmon utnyttja Qi Yue som sin personliga slav, och det blir inte bättre för Qi Yues del då Ahmons pappa är rektor på skolan och varken lärare eller elever vågar sätta sig upp mot honom. Handlingen är kvick, snabb och svänger fram och tillbaka. Huvudpersonerna utvecklas genom avsnitten, de mognar och blir mer medvetna om vad man ska värdesätta i livet. Mest radikal skillnad märker man på Yangs karaktär, särskilt om man jämför de första avsnitten med de sista. 
Yang blev erbjuden att spela rollen som Qi Yue då den ursprungligt tänkta skådespelerskan Ariel Lin hoppat av på grund av vissa dispyter mellan henne och Mike He.

### 2007
Why Why Love spelades in med samma skådespelare som Devil Beside You, nämligen Yang, Mike och Kingone, och det tänktes därför att detta skulle bli uppföljaren. Men Why Why Loves handling skiljer sig mycket från tidigare serie och tanken om uppföljaren slopades snabbt. Här spelar Yang huvudrollen som Tong Jia Di. Hon lever fattigt och måste ständigt räkna på sina pengar och betala familjens skulder. Hennes kompis önskar att Jia Di kunde träffa sin drömkille och ägna sig åt något annat än att bara räkna, räkna, räkna. En dag kommer kompisen på idén att sälja "utbyteskuponger" och hon blandar i en kärlekskupong. General Managern på ett stort företag, Hou Yan (Kingone Wang) drar kupongen och han erbjuds att testa Jia Di som hans flickvän för ett tag. Han djävulska lillebror Hou Da (Mike He) drar en kupong som det står "angel-and-master" på, vilken innebär att vad han än säger så ska Jia Di följa hans order. Och han tänker verkligen utnyttja kupongen för att förstöra Jia Dis liv.

### 2008
Miss No Good sändes under 2008 års sommar i Taiwan. Här spelar Yang den högljudda och indiskreta Jiang Xiao Hua. Hon blir utbjuden av Jia Si Le (Dean Fujioka), en gammal klasskompis som nyss kommit hem från Japan efter flera år, betydligt snyggare och smalare än han var när han åkte. Han är upp över öronen förälskad i Xiao Hua och har giftermål i tankarna då han med alla medel försöker få Xiao Hua att bli hans flickvän. Till Xiao Huas stora förtret misstar sig Si Le och tror att hon ska på maskerad när hon har sina skrikiga och omatchande kläder på sig och hon söker därför upp Tang Men (Wilber Pan), en stylist, för att få en make-over innan daten. Tang Men går från att fullkomligt hata Xiao Hua till att börja gilla henne och till slut älska henne av hela sitt hjärta. Vad Xiao Hua inte vet är att Tang Men och Si Le är bästa vänner.

### 2009
Under 2009 medverkade Yang i en TV-serie kallad Superstar Express, ToGetHer. Hennes karaktär kallades för Mo Mo.

## Filmer
Yang har medverkat i två filmer. Den första är Merry Go Round som hade premiär 2001 och den andra är Spider Lilies som hade premiär 2007. Yang är mer känd för sina insatser som den homosexuella Xiao Lu i Spider Lilies. Xiao Lu är en webcamtjej som visar sig för anonyma tittare om nätterna. Hon söker en tatuering och det leder henne till Takekos (Isabella Leong) tatueringsstudio. Xiao Lu blir betagen av en tatuering på Takekos arm. Den föreställer gyllene "Spider Lilies" och hon vill att Takeko ska göra en likadan tatuering på henne själv. Takeko vägrar och säger att det vilar en förbannelse över blommorna.